# Fervenzas
Fervenzas (llamada oficialmente San Vicente de Fervenzas) es una parroquia española del municipio de Aranga, en la provincia de La Coruña, Galicia.

## Organización territorial
La parroquia está formada por veinticuatro entidades de población:

### Entidades de población
Entidades de población que forman parte de la parroquia:
- Aldea de Arriba (A Aldea de Arriba)
- Boqueijón (Boqueixón)
- Carballeira (A Carballeira)
- Casarellos (Os Casarellos)
- Fervencedo (O Fervencedo)
- Fontevella (A Fonte Vella)
- La Iglesia (A Igrexa)
- Mato (O Mato)
- Mende
- Milreo (Milreu)
- Muros
- Paraños (Os Paraños)
- Penas do Porto
- Portoscalvos
- Río de Bexo
- Silvarredonda
- Sixto (O Sisto)
- Tá (Atá)
- Torrelavandeira (A Torre Lavandeira)
- Tragallía (A Tragallía)
- Vallo
- Valló (O Valló)

### Despoblados
Despoblados que forman parte de la parroquia:
- Fungarandón (Fongarandón)
- Painzal (O Painzal)

## Demografía
| Gráfica de evolución demográfica de Fervenzas entre 2000 y 201 |
|                                                                |
| Datos según el nomenclátor publicado por el INE.               |